# Teodoro Alíates

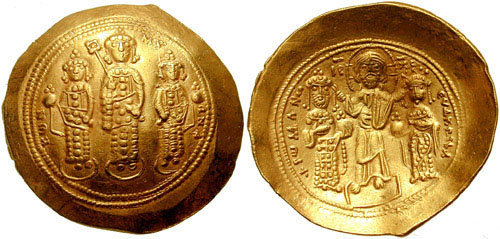
Histameno com imagem de r. flanqueado por seus coimperadores r. e r.. No reverso está o futuro imperador r.

Teodoro Alíates (em grego: Θεόδωρος Ἀλυάτης) foi um general bizantino aliado do imperador Romano IV Diógenes (r. 1068–1071). Capadócio, ascendeu na hierarquia social devido a sua íntima relação com o imperador. Envolveu-se nas decisivas Manzicerta e Doceia, e foi cegado após a revolta bem sucedida liderada pelos partidários de Miguel VII Ducas (r. 1071–1078).

## História
Alíates era originário da Capadócia e grande amigo de Romano, que lhe concedeu o prestigioso título de proedro na corte bizantina. Na Batalha de Manzicerta, comandou a ala direita das tropas imperiais e, num primeiro momento, conseguiu resistir à investida dos turcos seljúcidas. Porém, quando Andrônico Ducas traiu Romano, os turcos se aproveitaram e esmagaram as forças de Alíates.
Na guerra civil entre Romano e Miguel VII Ducas (r. 1071–1078) que se seguiu, Alíates continuou apoiando Romano e se juntou a ele com soldados da Capadócia e mercenários francos. Porém, na crucial Batalha de Doceia, acabou derrotado, capturado e cegado pelas forças de Ducas, que eram lideradas pelos dois filhos do césar João Ducas.